# شارون غرين
شارون غرين (بالإنجليزية: Sharon Green)‏ (1942، بروكلين في الولايات المتحدة)؛ روائية أمريكية.